# ASB Classic 2005
ASB Classic 2005 — жіночий тенісний турнір, що проходив на відкритих кортах з твердим покриттям ASB Tennis Centre в Окленді (Нова Зеландія). Належав до турнірів 4-ї категорії в рамках Туру WTA 2005. Відбувсь удвадцяте. Тривав з 3 до 8 січня 2005 року. Несіяна Катарина Среботнік здобула титул в одиночному розряді й отримала 22 тис. доларів США.

## Фінальна частина

### Одиночний розряд
Катарина Среботнік —  Асагое Сінобу, 5–7, 7–5, 6–4
- Для Среботнік це був  1-й титул в одиночному розряді за сезон і 3-й — за кар'єру.

### Парний розряд
- Асагое Сінобу /  Катарина Среботнік —  Ліенн Бейкер /  Франческа Любіані, 6–3, 6–3

## Призові гроші й рейтингові очки

### Призові гроші
| Дисципліна       | П       | Ф       | ПФ     | ЧФ     | 1/8    | 1/16   | Q3   | Q2   | Q1   |
| Одиночний розряд | $22,000 | $12,000 | $6,300 | $3,400 | $1,825 | $1,000 | $550 | $300 | $175 |
| Парний розряд *  | $6,500  | $3,475  | $1,850 | $1,000 | $550   | Н/Д    | Н/Д  | Н/Д  | Н/Д  |

* на пару

### Розподіл очок
| Дисципліна       | П  | Ф  | ПФ | ЧФ | 1/8 | 1/16 |
| Одиночний розряд | 95 | 67 | 43 | 24 | 12  | 1    |
| Парний розряд    | 95 | 67 | 43 | 24 | 1   | Н/Д  |